# 도쿄 지하철 사린 사건
도쿄 지하철 사린 사건(東京地下鉄サリン事件 도쿄치카테쓰사린지켄[*]), 통칭 지하철 사린 사건(일본어: 地下鉄サリン事件 지카테쓰사린지켄[*])은 1995년 3월 20일에 도쿄도에서 발생한 동시다발 테러 사건으로 경찰청의 정식 명칭은 지하철역 구내 독극물 사용 다수 살인 사건(지하철역 구내 독물 사용 다수 살인 사건)이다. 일본 국외에서는 "Tokyo Sarin Attack"이라고 불리기도 하며 세계에서 보기 드문 대도시권에서 화학무기를 이용한 무차별 테러 사건이었다.
종교 단체인 옴진리교에 의한 제도고속도교통영단(현재의 도쿄 지하철) 소속 지하철 차량 내에 신경 가스인 사린이 살포되어 승객과 승무원, 역무원, 또는 피해자의 구조에 임한 사람들이 사망하고 이를 포함한 다수의 피해자가 발생했다.
1995년 당시로서는 평시 대도시에서 무차별하게 화학무기가 사용된 세계적으로도 유례가 없는 테러리즘이었기 때문에 세계적으로 큰 충격을 주었고 이에 마이니치 신문에서는 사카모토 쓰쓰미 변호사 일가족 살해 사건, 마쓰모토 사린 사건과 함께 「옴(진리교) 3대 사건」이라고 표현되고 있으며 사상자 수로 보면 2023년 현재까지도 일본 최악의 대량 살인 사건으로 기록되어 있다.

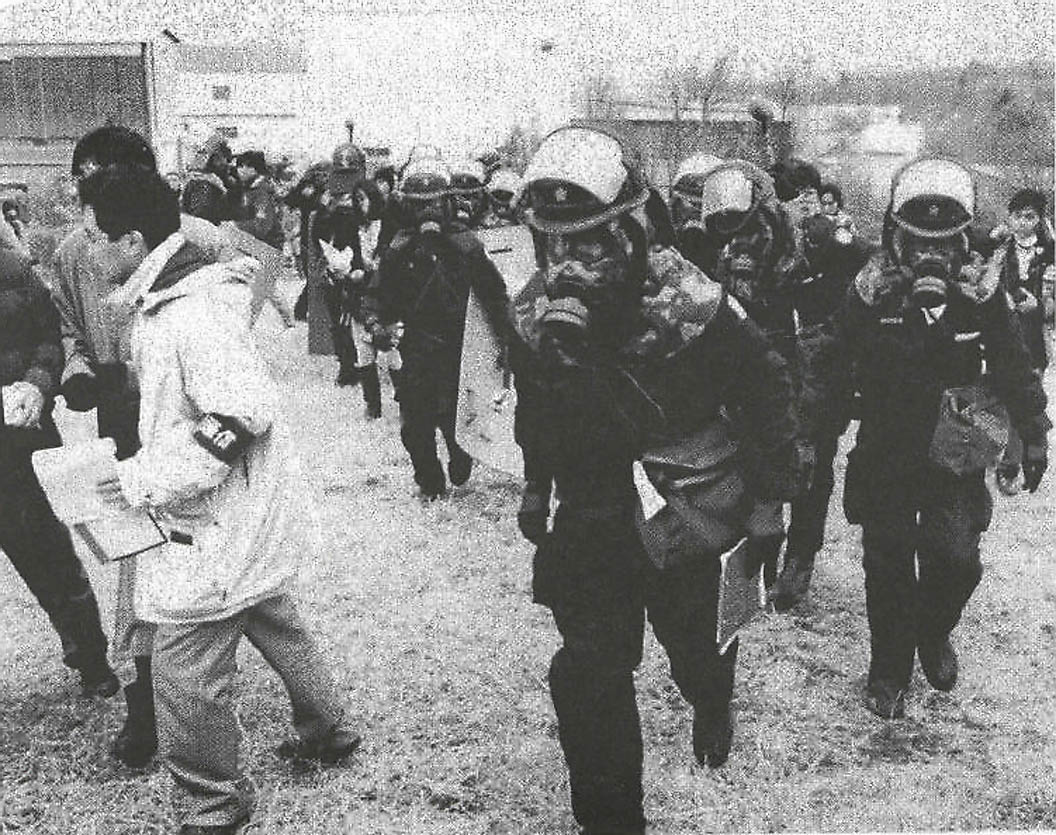
옴진리교 시설의 습격 전에 마스크를 착용한 구급대원

## 개요
1995년 3월 20일 오전 8시경, 도쿄도 내의 제도고속도교통영단(지금의 도쿄 지하철) 도쿄 메트로 마루노우치선, 도쿄 메트로 히비야선에서 각 2편성, 도쿄 메트로 지요다선에서 1편성, 총 5편성의 지하철 차내에서 화학무기로써 사용되는 신경가스 사린이 살포되어 승객과 승무원 등 13명이 사망, 5,510명이 중경상을 입었다. 또 동일본여객철도 담당역사에서도 사린이 들어와 역무원이 사린 가스에 중독되는 등 큰 피해가 있었다. 일본에서는 당시 전후 최대급의 무차별 살인 행위인 것뿐만 아니라, 마쓰모토 사린 사건에 이은 대도시에서 일반 시민을 대상으로 한 화학병기가 사용된 역사상 최초의 테러 사건으로서 전 세계에 충격을 주었다. 더불어 이 사건은 일본의 안전 불감증이 아직도 심각함을 잘 보여주는 사건이었다.
사건 직후 이 5편성 이외에도 수십 편성에서 사건이 발생했다는 정보도 있었지만, 오보로 밝혀졌으며, 5편성 이외에서의 다른 편성에서 발생은 없었다(많은 수의 역에 구호소가 설치된 것은 사실이다).
유기인 계 중독의 해독제인 프랄리독심요오드화메틸(Pralidoxime Iodide Methyl, PAM)은 당시 다수의 병원에서 대량으로 재고가 있던 종류의 약제가 아니었고(주로 농약 중독 용으로 쓰이던 약이었다), 피해가 사린으로 인한 것이라고 판명되자마자 순식간에 전부 사용되어 버렸다. 그리고 전국의 병원에 소집령이 내려졌다. 특히 도카이도 신칸센 선로 변 땅에서는 각 병원의 사용자가 가장 가까운 역까지 사용자가 도쿄행 고다마에 탑승해 각 역에서 받는다는 작전이 전개되었다. 이것이 닿지 않았다면 사망자는 600여 명이 더 늘었을 거라고 한다.
영단 지하철은 사린 살포라는 것이 밝혀질 때까지는 가스미가세키역 등의 문제가 큰 역을 무정차 통과 운행했으나, 이후로는 종일 운행을 중지하고, 히비야선은 다음날까지 연장했다. 그 후에도 가스미가세키역 등의 4개 역은 일주일 가까이 폐쇄되어 무정차 통과 운행을 하였다.
사건으로부터 이틀 후인 3월 22일 일본의 경시청은 신흥 종교단체 옴진리교에 대한 강제 수사를 실행, 이 사건에 개입되었다고 판단되어, 체포된 교단의 간부급 신자 하야시 이쿠오의 자백으로 전모가 밝혀졌다. 도쿄 지방법원은 주범인 교주 아사하라 쇼코(본명 마쓰모토 지즈오)를 시작으로 하야시 이쿠오를 제외한 범인 전원에게 사형을 선고했다. 다만 고등재판소에서는 무기징역 판결도 다수 나왔다.
2012년, 이 사건에 관여한 다카하시 가쓰야(高橋克也)·기쿠치 나오코(菊地直子)등 두 명의 용의자 중 기쿠치는 6월 3일에 가나가와현 사가미하라시에서 체포되었고, 다카하시가 6월 15일 도쿄의 한 만화카페에서 붙잡히면서 모든 용의자가 검거되었다.

훗날 무라카미 하루키는 이 사건을 바탕으로 피해자와의 인터뷰를 묶어 "언더그라운드"를 집필하였다.

## 배경
메구로 공증인사무소 사무장 납치 감금 치사 사건, 사카모토 쓰쓰미 변호사 일가족 살해 사건 등에 대한 경찰의 의혹이 증폭되어 옴진리교에 대한 강제 수사가 있을 것을 예상한 교주 아사하라 쇼코는, 강제수사 직전에 대규모 테러 사건을 일으키면 경찰의 수사망에서 멀어질 수 있다고 생각해 아침 출근 시간대에 혼잡한 지하철 내에서 사린을 살포할 것을 신자들에게 명령했다. 따라서 가스미가세키나 의사당·나가타초(永田町)등 국가의 핵심 시설이 주요 표적이 되었다. 이것을 바탕으로, 옴진리교가 일본 정부의 시설을 마비시켜 한때 국가를 마비시키려 했다는 정황이 드러났다.
아사하라 쇼코는 2006년 9월 15일, 최고 법원 상고가 기각되어 사형 판결이 확정되었고 2012년 6월 사형집행이 연기되었다. 그러고는 2018년 7월 6일, 아사하라 쇼코를 비롯한 간부 7명에 대한 사형이 집행되어 형장의 이슬로 사라졌다.

## 범행
사건은 1995년 3월 20일 월요일, 출퇴근 시간인 러시아워의 최고조 시간대에 발생했다. 가스미가세키의 관공서는 평상시에는 오전 10시경에 출근하는 경우가 대부분이다. 그러나 월요일만큼은 아침 일찍부터 조례가 있는 곳이 많다. 오전 8시라는 이른 시간을 노린 것은 그런 관공서의 내부 사정을 알고 있는 사람이 실행범 중에 있었기 때문으로 추측되고 있다.
액체 상태의 사린은 비닐봉지에 넣어진 다음 신문에 싸여 있었다. 각 실행범은 대략 1리터 용량의 팩 2개를 범행에 사용했으며, 하야시 야스오만이 3팩을 휴대했다.
범인은 해당 열차에 탑승해 승차장 부근에서 끝이 날카로운 우산으로 봉투를 몇 차례 찌른 후 열차에서 나와 공범자가 기다리는 자동차를 타고 도주했다. "제도 고속도 교통 영단" 회사가 운영하는 지하철은 매일 수백만의 승객을 수송하며 출퇴근 시간에는 매우 혼잡하므로 차량 사이를 이동하는 것은 곤란했다.

## 같이 보기
- 일본의 사형제
- 일본의 종교

### 참조주
1. ↑  경찰 백서에 있는 표기
2. ↑  Japan executes seven cult leaders behind Tokyo Sarin attacks - BBC NEWS
3. ↑  オウム全公判終結（2011年11月） - 毎日jp
4. ↑  
http://www.ytn.co.kr/_pn/0109_201206151348396672
5. ↑  1995년 '도쿄 지하철 사린 테러' 옴 진리교 아사하라 교주 사형 집행 경향신문, 2018.07.06